# St. Blasius (Engetried)

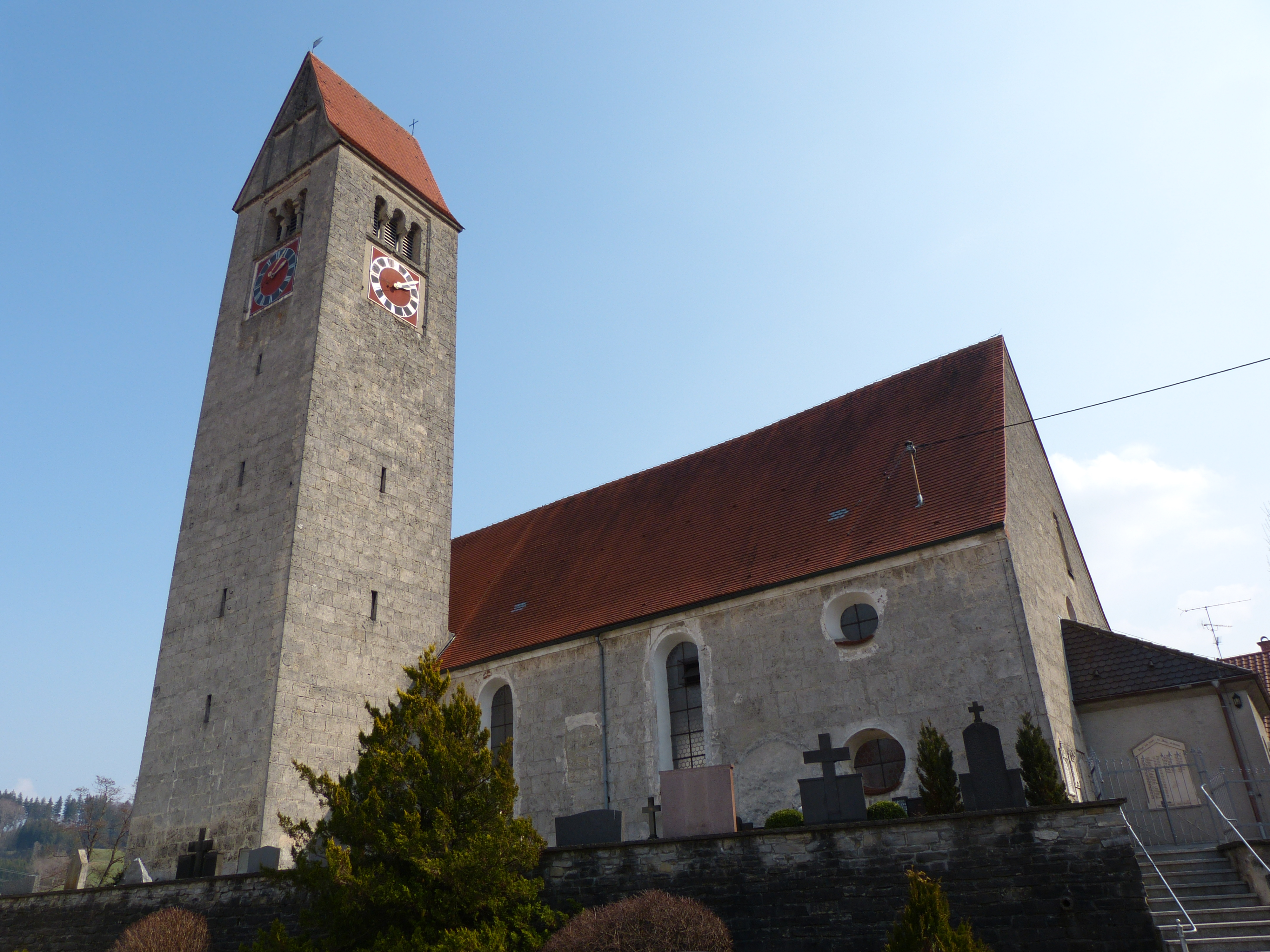
Kirche St. Blasius in Engetried

Die katholische Pfarrkirche St. Blasius befindet sich in Engetried, einem Ortsteil von Markt Rettenbach im Landkreis Unterallgäu in Bayern. Die Kirche steht unter Denkmalschutz.

## Geschichte
Eine erste Pfarrkirche in Engetried wurde bereits in der Mitte des 12. Jahrhunderts genannt. Der Chor und das Langhaus der bestehenden Kirche stammen jedoch aus dem 15. Jahrhundert. Der Kirchturm wurde später, wahrscheinlich um das Jahr 1500, errichtet. Am Sakristeiportal ist die Jahreszahl 1728 angebracht. Diese bezieht sich wahrscheinlich auf die Umgestaltung der Wölbung sowie der Innengliederung des Chores. Die Kirche wurde im 18. Jahrhundert barockisiert. Abt Anselm Erb des Klosters Ottobeuren schloss dies mit der Stuckierung und Freskierung um 1757 ab.

## Baubeschreibung

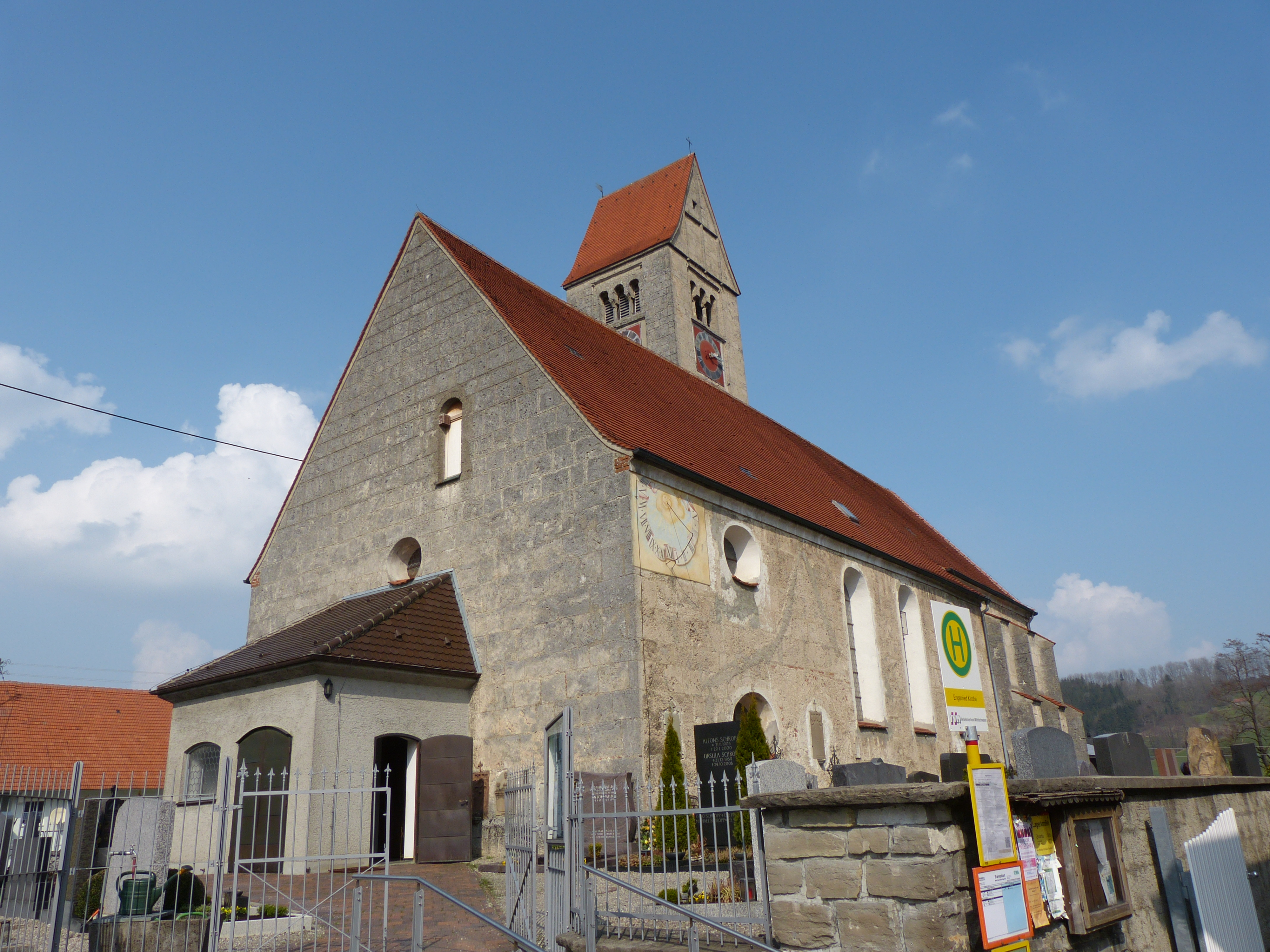
Südansicht von St. Blasius

Die unverputzte Kirche wurde aus Tuffsteinquadern errichtet, wobei die Quader des Kirchturmes im Durchschnitt kleiner als die der restlichen Kirche sind. Das Langhaus ist ein Saal mit vier Fensterachsen. In diesem befindet sich ein Spiegelgewölbe mit Stichkappen, welche auf Pilastern ruhen. An der Westseite des Langhauses befindet sich eine Empore, deren Mittelteil leicht vorgeschwungen ist. Die Fenster der Emporenachse sind queroval, die übrigen Fenster im Langhaus rundbogig. An das Langhaus schließt sich durch einen runden Chorbogen der wenig eingezogene Chor mit 5/8 Schluss an. Der Chor besteht aus zwei Fensterachsen und besitzt eine Stichkappentonne. Die Fenster des Chores waren ursprünglich spitzbogig. An der Außenseite des Chores befinden sich Strebepfeiler mit Wasserschlag. Der Kirchturm befindet sich im nördlichen Chorwinkel. Dieser ist ungegliedert und mit einem Satteldach gedeckt. An den Ecken des Turmuntergeschosses befinden sich vier flache Wappenreliefs, an der Ostseite ein Piscinaausguss. Das Turmuntergeschoss wird mit einem Kreuzrippengewölbe abgeschlossen. Den Schlussstein des Gewölbes ziert das Wappen der Herren von Stein. Dreiteilige Klangarkaden auf allen Seiten befinden sich im Obergeschoss des Kirchturmes. Die Klangarkaden sind im romanischen Stil ausgeführt.

## Ausstattung

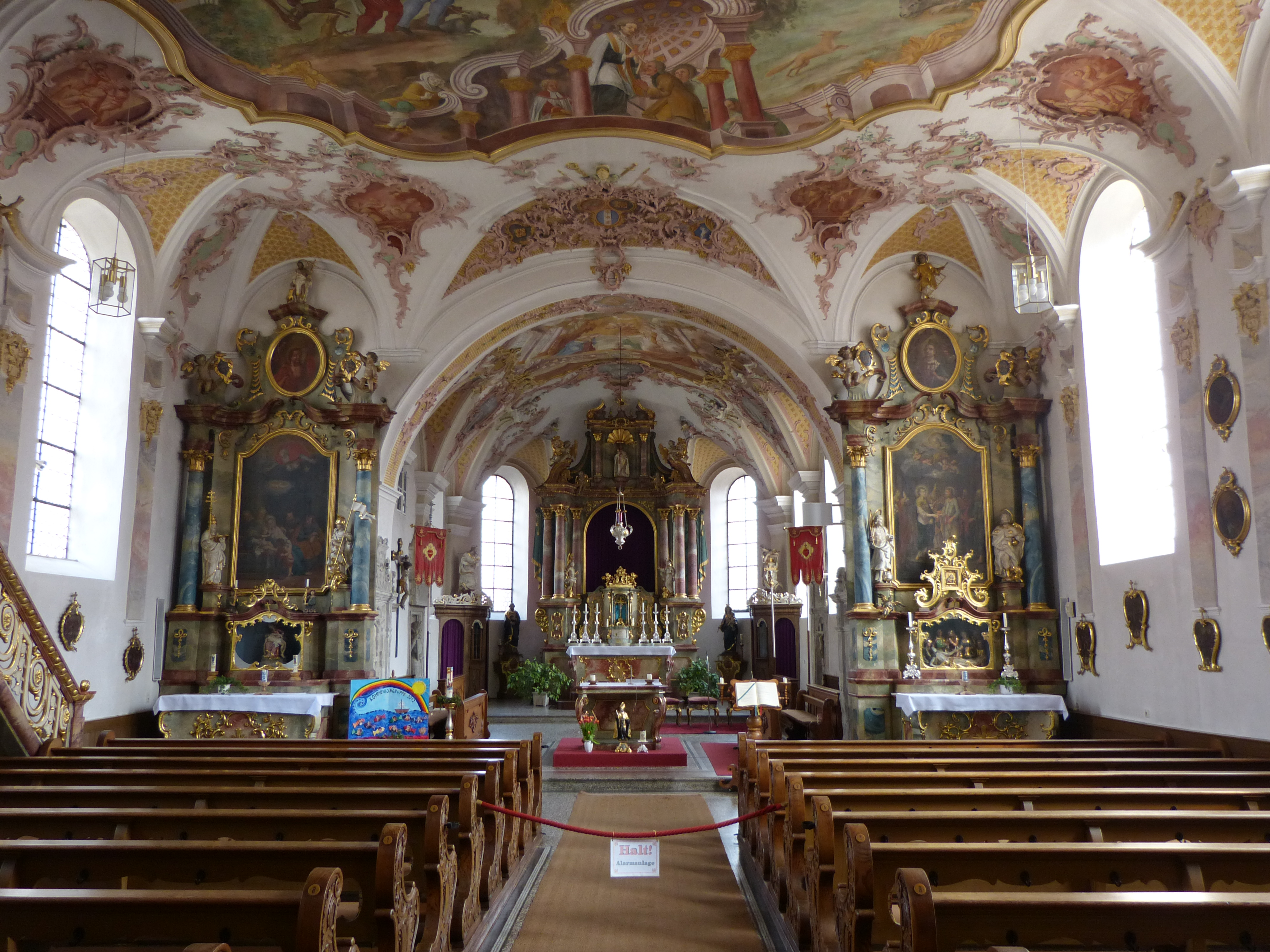
Innenansicht

Der Hochaltar ist ein marmorierter Holzaufbau und wurde um das Jahr 1730 geschaffen. Die Mensa ist leicht konkav geschwungen. Aus der Mitte des 18. Jahrhunderts stammt der Drehnischentabernakel. Dieser ist mit Rocaillemuschelwerk verziert. Vermutlich aus einer Ottobeurer Werkstatt stammt das Altarbild. Auf diesem ist Gottvater mit der Heiligen Familie und der heiligen Anna abgebildet. Flankiert ist das Altarbild von einer Halb- und zwei Freisäulen. Zwischen den Säulen befinden sich die Holzfiguren des heiligen Sebastian und von Petrus von Alcantara. Die Auszugnische enthält eine Holzfigur des heiligen Blasius. Gerahmt ist die Auszugnische mit Halbsäulen und schließt mit verkröpftem Gebälk und geschwungenen Giebelschenkeln nach oben ab.

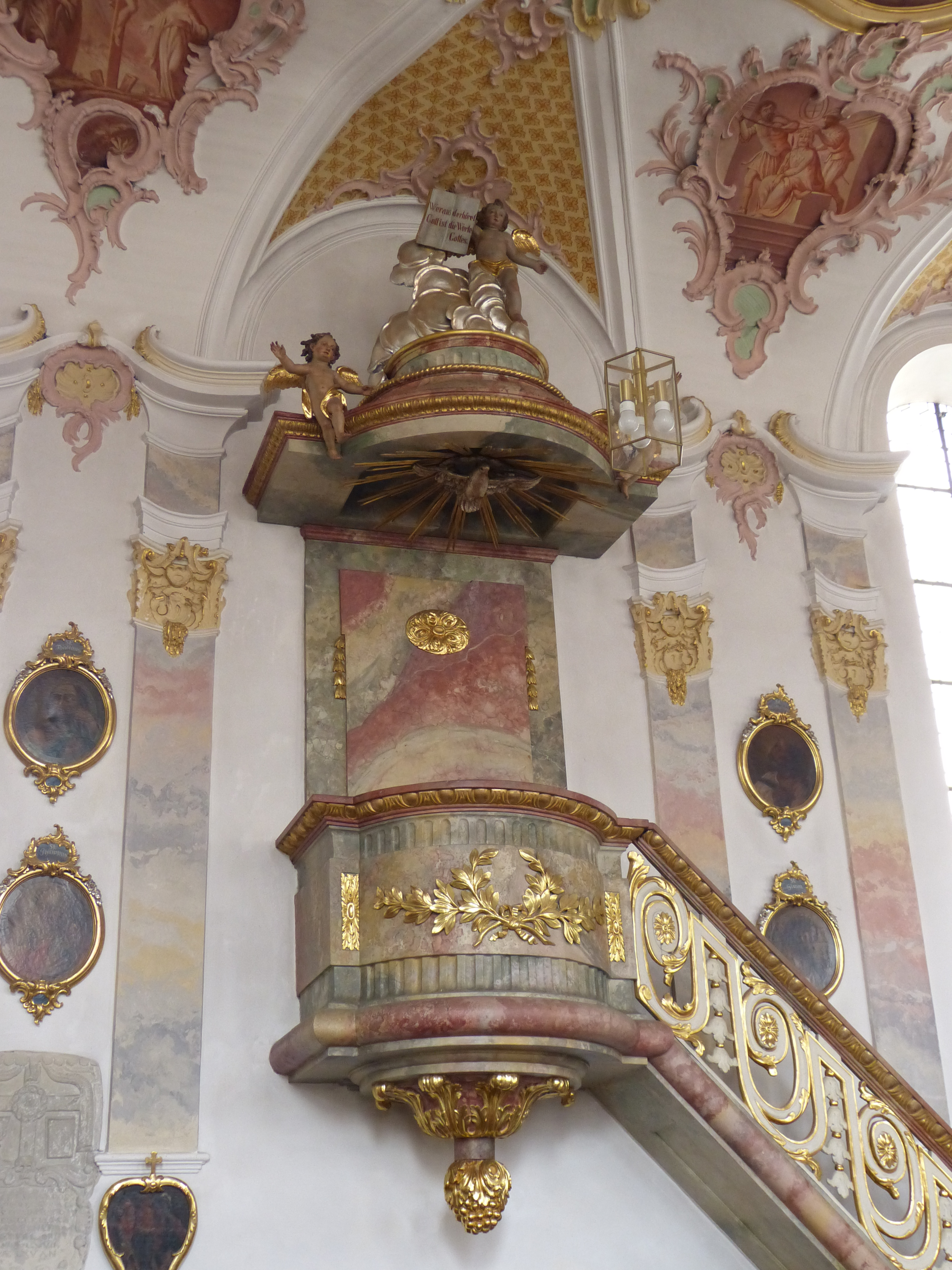
Kanzel mit Apostelbildern aus dem 18. Jahrhundert

Die Seitenaltäre mit vergoldetem Dekor sind wie der Hochaltar aus marmoriertem Holz gefertigt und stammen aus der Mitte des 18. Jahrhunderts. Auf beiden Mensen befinden sich Glasschreine mit gefassten Holzfiguren. Links ist eine Pieta mit zwei beweinenden Engeln aus der ersten Hälfte des 18. Jahrhunderts, rechts aus dem späten 15. Jahrhundert die Grablegung Christi dargestellt. Das linke Altarbild zeigt die Heilige Familie mit der Familie Johannes des Täufers, rechts ist die Vermählung Mariä abgebildet. Beide Altarbilder sind von Freisäulen und Figuren flankiert. Die Figuren zeigen von links nach rechts den heiligen Sylvester, den heiligen Georg, den heiligen Vitus und den heiligen Rochus. In den geschweiften Auszügen ist in den hochovalen Bilden links Kaiser Heraklius und rechts die heilige Helena abgebildet. Über den Auszugsbildern befinden sich die Figuren von Johannes dem Täufer (links) und dem heiligen Laurentius (rechts).
Die Kanzel stammt aus dem späten 18. Jahrhundert und ist aus marmoriertem Holz gefertigt. Das Dekor der Kanzel ist vergoldet und besitzt eine konvex geschwungene Brüstung. Der Schalldeckel wird von drei Engelsputten bevölkert. Aus der Mitte des 18. Jahrhunderts stammen die zwölf hochovalen Apostelbilder. Die zwölf Kreuzwegstationen stammen aus der gleichen Zeit. Als 13. und 14. Kreuzwegstation dienen die gefassten Holzskulpturen in den Glasschreinen der beiden Seitenaltäre. Sowohl die Rahmen der Apostelbilder, wie auch der Kreuzwegstationen sind vergoldet und mit Muschelwerkdekor verziert.
Die beiden Beichtstühle im Chorschluss sind aus Nussbaum gefertigt und stammen aus der Zeit um 1720/1730. Die Beichtstühle sind dreiteilig, wobei der Mittelteil stumpfwinklig nach vorn gezogen ist. Bekrönt werden die Beichtstühle mit nahezu lebensgroßen weiß gefassten Holzfiguren. Links ist der heilige Petrus und rechts die heilige Magdalena dargestellt. An der Chorsüdwand befindet sich noch ein Wandschränkchen mit dem Taufwassergefäß in Gestalt der Arche Noachs aus der Mitte des 18. Jahrhunderts. Gefertigt ist dieses aus marmoriertem Holz. Die Tür ist mit der Darstellung der Taufe Christi bemalt.
In der Kirche befinden sich mehrere gefasste Holzfiguren. Der Kruzifixus der Kreuzigungsgruppe stammt aus der Zeit um 1600, trotz seiner Bezeichnung Mission 1769. Die beiden Figuren von Maria und Johannes stammen jedoch aus der Zeit um 1769. Ein weiterer Kruzifixus stammt aus der ersten Hälfte des 18. Jahrhunderts. Die Figur des heiligen Blasius wurde um 1720/30 geschaffen.

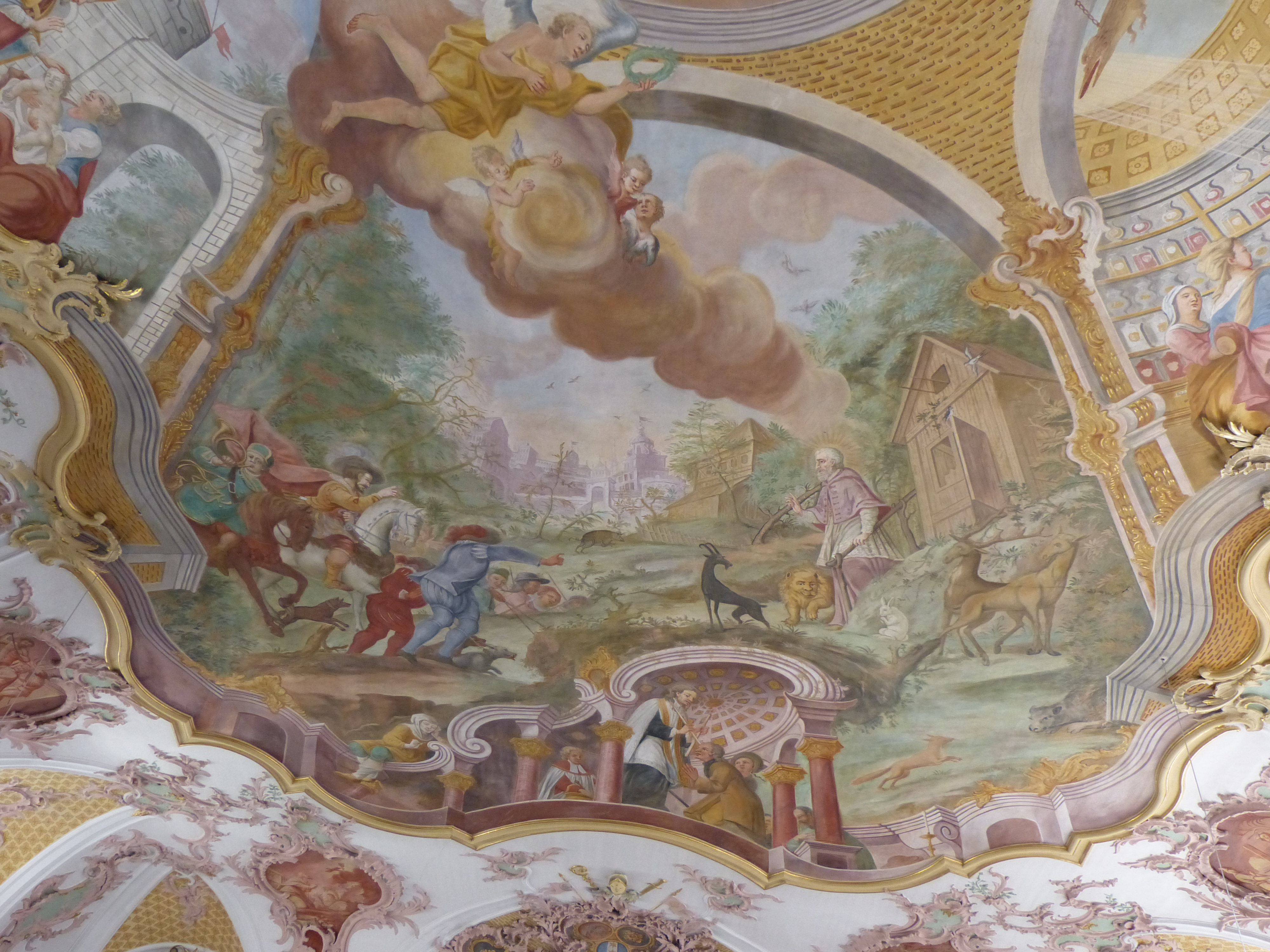
Darstellungen aus dem Leben des heiligen Blasius

Das Deckengemälde im Chor thematisiert mit dem Motiv Mariä Verkündigung das erste Geheimnis des freudenreichen Rosenkranzes. Bezeichnet ist dieses Gemälde mit Ant. Jos. Walch pinx. Kauffb 1757. Es wurde 1884 und 1931 restauriert und ist umgeben von Grisaillemalerei mit den nächsten vier Geheimnissen. Das Deckengemälde im Langhaus ist mit Anton Joseph Walch 1757 bezeichnet. Das Hauptbild stellt das Leben und die Verklärung des heiligen Blasius dar. Die Zwickelfelder sind in weinroter Tonmalerei ausgeführt und stellen die fünf Geheimnisse des schmerzhaften Rosenkranzes dar. In gelber Tonmalerei werden in den Kartuschen die fünf Geheimnisse des glorreichen Rosenkranzes gezeigt. In den weiteren Feldern finden sich ein Bild der armen Seelen im Fegefeuer, eine Herz-Mariä- und eine Herz-Jesu-Darstellung. Spätmittelalterliche Fragmente der Darstellung des Jüngsten Gerichtes sollen sich an der Langhausostwand hinter dem linken Seitenaltar befinden. Der Stuck der Kirche stammt aus der Zeit um 1757. Oberhalb des Chorbogens befindet sich das Ottobeurer Wappen des Abtes Anselm Erb.
In der Kirche befinden sich mehrere Grabdenkmäler aus Sandstein. Dies sind die Epitaphien für Hans Friedrich von und zum Stein († 1578), Hans Caspar von Schönau zu Stein-Ronsberg († 1595), Sabina von Schönau († 1615) und Hans Caspar von und zu Schönau zum Stein († 1656), allesamt im Chor der Kirche angebracht. Im Langhaus befindet sich eine Epitaphinschrift für Michael Greitter († 1717). Zwei weitere Sandsteingrabmäler von 1801 und 1827 befinden sich an der Außenwand der Kirche.

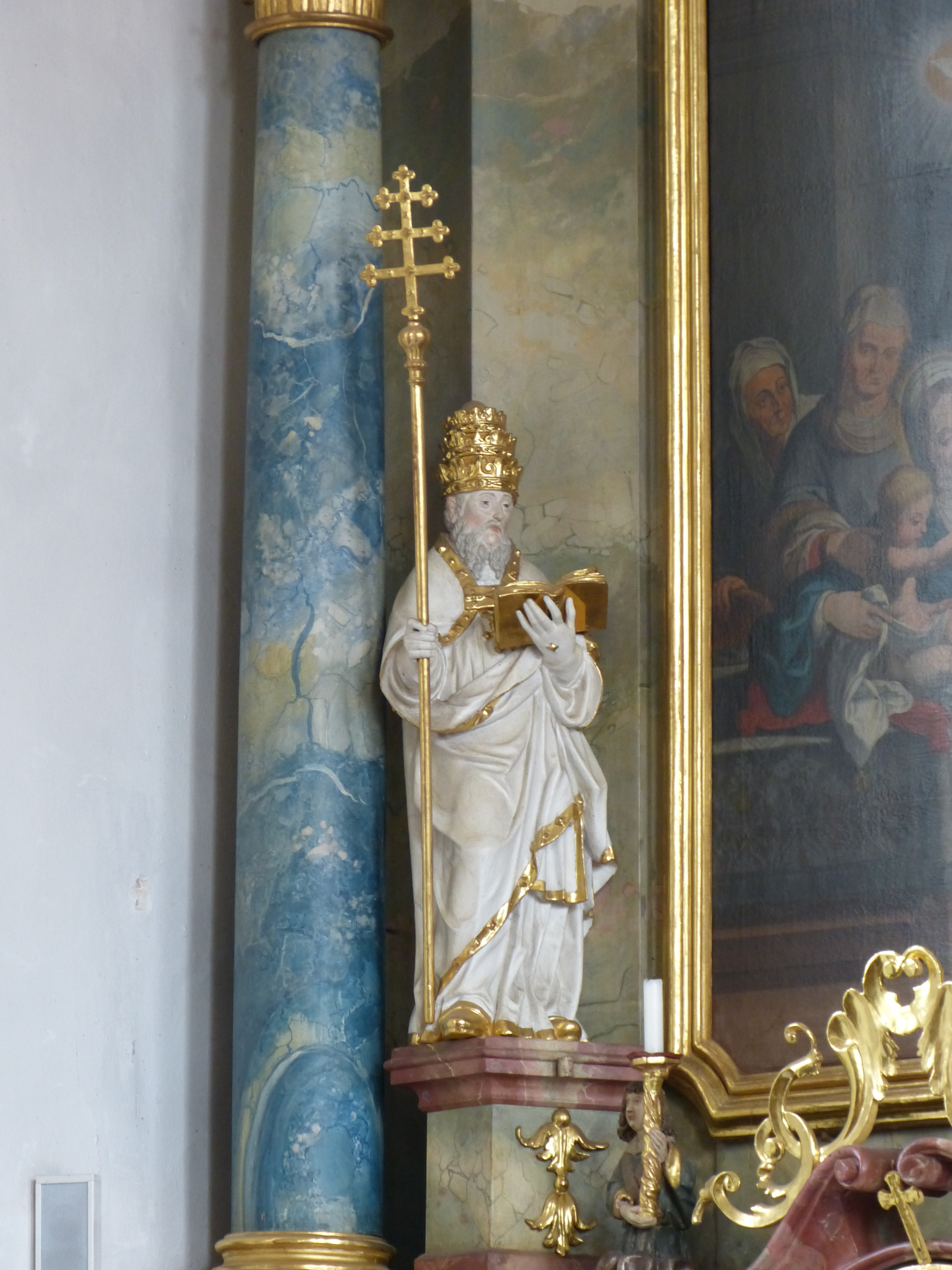
Papst Silvester I. am linken Seitenaltar
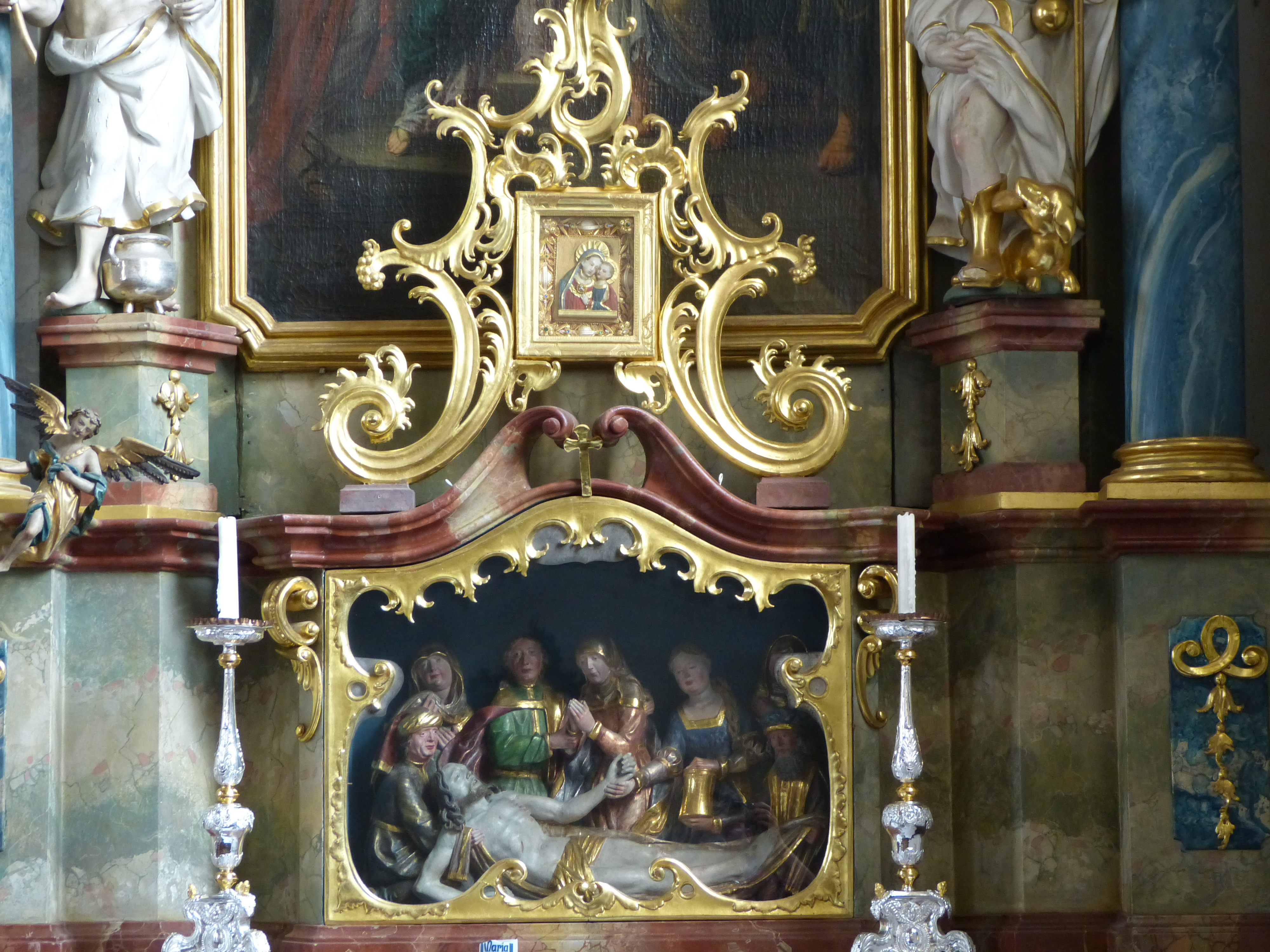
Figurengruppe der Grablegung Christi auf dem rechten Seitenaltar
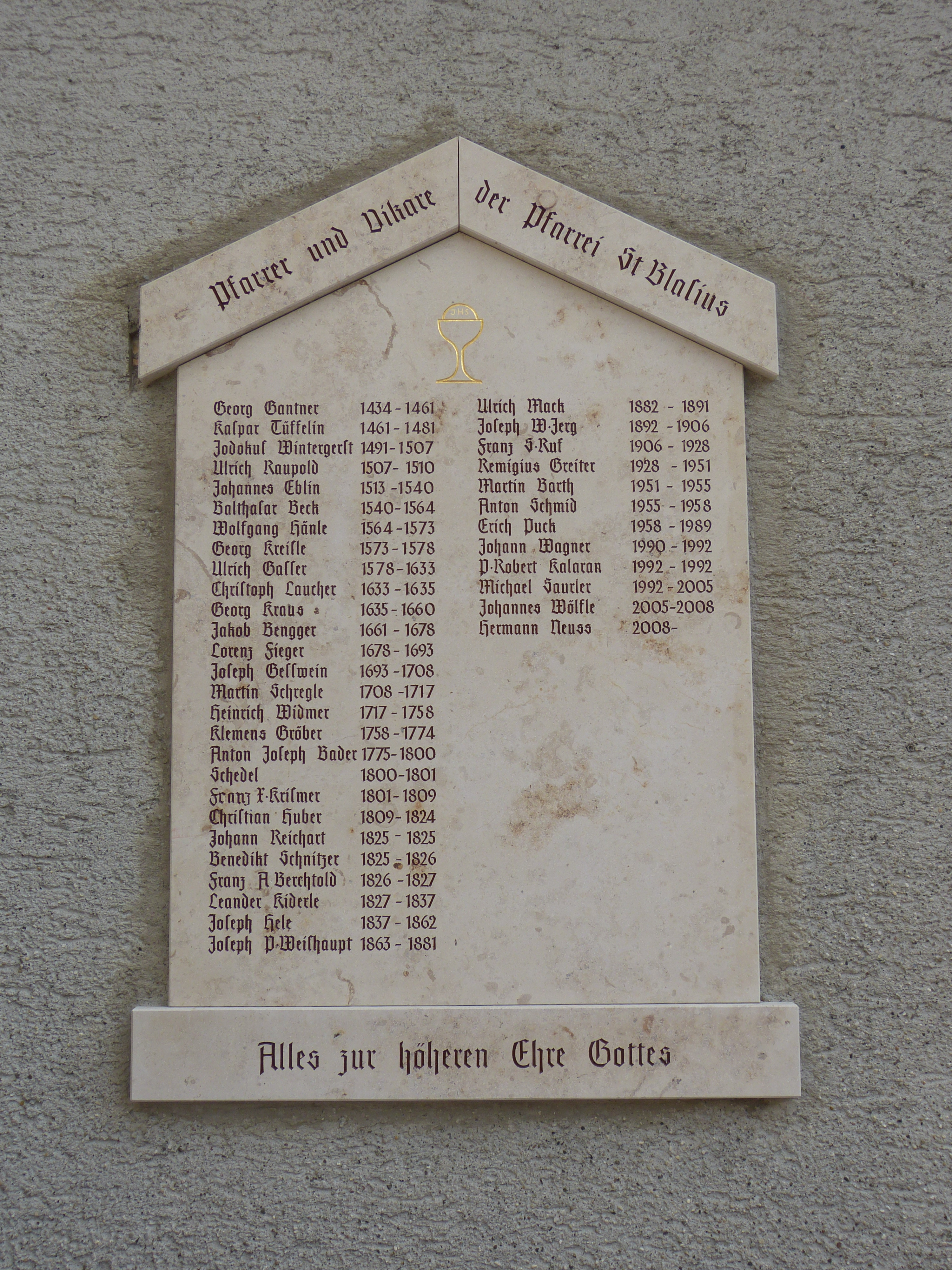
Liste der Pfarrer und Vikare von St. Blasius ab 1434